# クロード・アレクサンドル・ド・ボンヌヴァル

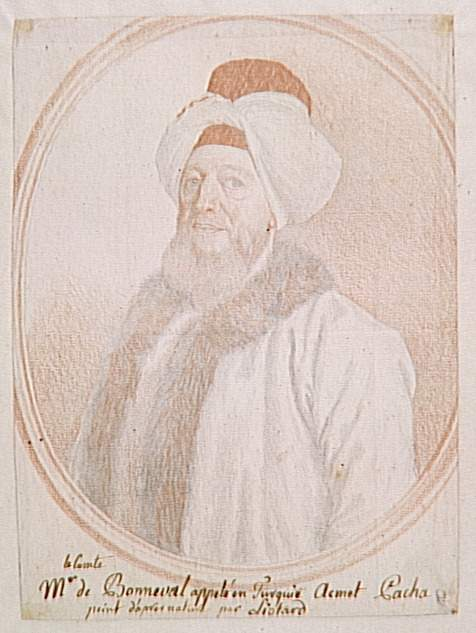
クロード・アレクサンドル・ド・ボンヌヴァル

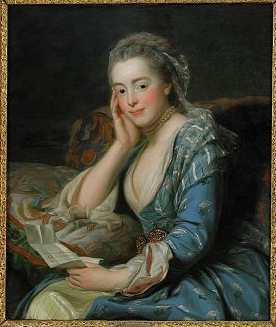
妻ジュディット・シャルロット

ボンヌヴァル伯クロード･アレクサンドル・ド・ボンヌヴァル（Claude Alexandre de Bonneval、Comte de Bonneval、1675年7月14日 - 1747年3月23日）は、オスマン帝国の軍人。フランス、オーストリアと歴任してオスマン帝国へ移った異色の経歴を持ち、軍事改革でオスマン帝国の挽回に貢献した。また、オスマン帝国では改名してアフメト・パシャ（Ahmet Paşa）と名乗った。

## 生涯
フランス中部のリムーザンで生まれ、13歳でフランス軍に入隊し3年後の1691年に昇進して連隊の指揮を執るようになり、大同盟戦争でイタリア、ネーデルラントを転戦してカティナ、ヴィルロワ公、ヴァンドーム公、リュクサンブール公などの将軍たちに仕えた。しかし、1704年に戦争大臣との対立が原因で死刑を宣告され、執行前にドイツへ逃れた。
それからはオーストリア軍へ移り、プリンツ・オイゲンの指揮下でスペイン継承戦争と墺土戦争に従軍し、かつて所属していたフランス軍やオスマン帝国軍と戦い、1709年のマルプラケの戦いと1716年のペーターヴァルダインの戦い、1717年のベオグラード包囲戦に参戦した。また、訴追が解除されたため一時フランスへ帰国、フランス軍人ビロン公の娘ジュディット・シャルロットと結婚している。
しかし、オイゲンが軍のポスト推薦をしてくれなかった恨みから決別、1723年にオイゲンが総督を務めていたネーデルラントへ移動すると、ネーデルラントの貴族たちと組んでオイゲンの代理であったプリエ侯爵エルキュール＝ルイ・テュリネッティと対立、翌1724年に反逆罪でオイゲンによって投獄されたが、オイゲンもネーデルラントからの反対を抑えきれず辞任に追い込まれた。やがてヴェネツィアへ追放されたが、ボスニア経由でオスマン帝国へ亡命してキリスト教からイスラム教へ改宗、アフメト・パシャと名乗り残りの人生をムスリムとして過ごした。
1731年、マフムト1世が政権を掌握すると軍事改革のため登用され、砲兵隊の新設及び工兵学校の創設を提唱してヨーロッパ式軍事を導入させた。また、ロシア・オーストリア同盟との戦争（ロシア・オーストリア・トルコ戦争）とイランのナーディル・シャー率いる対アフシャール朝戦争（アフシャール戦役）ではマフムト1世の側近として助言を行ったが、政府からは一貫した援助を受けられず、イェニチェリを始めとする保守派からはにらまれ、活動を制限されていたため本格的な改革に着手出来なかった。1747年に亡くなるまで工兵学校の運営を担当していたが、1750年に閉鎖され改革は中断された。
ボンヌヴァルの改革はオスマン帝国の変化にはならなかったが、強化された帝国軍はオーストリア相手に勝利を上げ、ベオグラード条約でベオグラードを始めセルビアを奪回、バルカン半島の領土を取り戻して勢力回復を果たした。また、ロシアとは和睦しナーディルが暗殺されたこともありオスマン帝国は平和に向かい、以後しばらくは平穏な時代が続いていった。